# Langlochfräser
Der Langlochfräser ist ein spezieller Schaftfräser, der zum Anfertigen von Langlöchern in Holz, Metall und Kunststoff verwendet werden kann. Wie mit den meisten Schaftfräsern ist es möglich, ihn als Umfangs- wie Planfräser zu benutzen. Er unterscheidet sich von anderen Schaftfräsern dadurch, dass er auf der Stirnseite mindestens eine Schneide besitzt, die vom Zentrum ausgeht. Erst dadurch ist ein Einstechen in das Werkstück möglich, weil diese Schneide es ermöglicht, die gesamte Stirnfläche freizuräumen (vereinfacht gesagt; er kann wie ein Bohrer verwendet werden). Normale Schaftfräser haben im Zentrum eine Lücke, welche ein tiefes Einstechen unmöglich macht, weil im Zentrum keine Spanabnahme erfolgt. Der Langlochfräser unterscheidet sich oft auch durch die geringere Anzahl von Schneiden von einem normalen Schaftfräser, denn meist besitzt er nur zwei oder drei Schneiden.

## Anfertigen von Langlöchern
Die meisten Langlöcher werden mit Langlochfräsern hergestellt, vor allem Langlöcher, welche nicht durchgängig sind, können maschinell kaum anders hergestellt werden. Hierbei sticht man mit dem Langlochfräser an einem Ende des Langloches ein, fräst eine entsprechend lange Nut aus dem Werkstück heraus und zieht am anderen Ende den Fräser heraus. Dadurch sind aber keine sehr genauen Langlöcher möglich. Genaue Langlöcher, welche für eine Passung verwendet werden, müssen aufwändiger hergestellt werden. Dabei kommen in der Regel zwei Fräser mit unterschiedlichen Durchmessern zum Einsatz.
Das Anfertigen von Langlöchern ist nicht nur auf Fräsmaschinen möglich, sondern auch auf speziellen dafür eingerichteten Ständerbohrmaschinen. Diese besitzen einen entsprechend stabilen Tisch, der es erlaubt das Werkstück in der X- und/oder Y-Achse unter dem Werkzeug zu verschieben. So eingerichtete Bohrmaschinen werden auch als Langlochbohrmaschinen bezeichnet.